# 小坂壮太郎
小坂 壮太郎（こさか そうたろう、1961年9月13日 - ）は日本の実業家。信濃毎日新聞株式会社代表取締役社長。長野県出身。

## 来歴
信濃毎日新聞創業家である小坂家の出身。
長野県長野高等学校（32期）を経て、早稲田大学法学部卒業。同年、朝日新聞社入社。
2000年信濃毎日新聞社入社。
2002年同社取締役、2009年代表取締役専務に、それぞれ就任。
2011年より現職。